# Ziggo
Ziggo Holding B.V. es el mayor proveedor de cable de los Países Bajos y ofrece televisión por cable digital, Internet y servicio telefónico a clientes residenciales y comerciales. A finales de 2020, la empresa contaba con 3 836 300 hogares como clientes fijos y 5 189 800 trajetas SIM como clientes móviles.

## Historia
La compañía es el resultado de la fusión entre Multikabel, @Home y Casema e inició sus operaciones oficialmente el 16 de mayo de 2008. Posteriormente, en el primer trimestre de 2015, se fusionó con UPC Nederland, la segunda mayor empresa de cable de los Países Bajos en aquel momento. Tras dicho suceso, se mantuvo la marca Ziggo. Sus principales competidores son KPN y CanalDigitaal.
Hasta 2012, la mayor parte del capital social de la empresa estaba en manos de sociedades holding de dos firmas de capital privado: Cinven y Warburg Pincus.
El 21 de marzo de 2012, Ziggo comenzó a cotizar en la bolsa NYSE Euronext y, posteriormente, se incorporó al índice de acciones de mediana capitalización AMX. Además, se negocian opciones sobre las acciones de Ziggo.
Cinven y Warburg Pincus comenzaron a reducir su participación en Ziggo y abandonaron la empresa en abril de 2013.
En marzo de 2013, Liberty Global adquirió una participación del 12,65% en Ziggo. Esta tasa aumentó al 15% en abril y al 28.5% en julio.
El 27 de enero de 2014, Liberty Global anunció que adquiriría todas las acciones restantes de Ziggo por 10 mil millones de euros. La adquisición estaba sujeta a la aprobación regulatoria y se esperaba que se cerrara en el segundo trimestre de 2014, cuando se anticipaba que Ziggo se fusionara con UPC Nederland. En mayo de 2014, la Comisión Europea anunció la apertura de una investigación en profundidad para evaluar si la propuesta de adquisición de Ziggo por Liberty Global se ajustaba al Reglamento de Fusiones de la UE. El inicio de una investigación exhaustiva no prejuzgaba el resultado de la investigación. En noviembre de 2014, Liberty Global adquirió Ziggo y en diciembre de ese año, las acciones de Ziggo N.V. se retiraron de la bolsa de valores Euronext Amsterdam y la empresa se convirtió en la sociedad de responsabilidad limitada neerlandesa (besloten vennootschap) Ziggo Holding B.V.

Anterior logotipo de Ziggo.

El 5 de enero de 2015, Ziggo comenzó a armonizar su red de cable con la red de cable UPC Nederland. El nombre UPC fue finalmente reemplazado por Ziggo el 13 de abril de 2015.
El 15 de febrero de 2016, la compañía británica de telecomunicaciones Vodafone anunció la fusión de sus operaciones neerlandesas Vodafone Países Bajos con Liberty Global, propietario de Ziggo. El acuerdo se cerró el 31 de diciembre, creándose una nueva empresa matriz para Ziggo y Vodafone, llamada VodafoneZiggo, con una propiedad conjunta del 50/50 entre Ziggo y Vodafone.

## Estructura de la red
En 2014, la red de cable híbrido de fibra óptica coaxial Ziggo (una red de banda ancha que combina fibra óptica y cable coaxial) pasó por 7.140 millones de hogares en los Países Bajos.En 2020, contaba con 40 350 km de cables de fibra óptica que transportaban el 97 % del volumen total de datos en la red. El 3 % final, que promedia los últimos 300 metros desde el nodo óptico del sitio central del vecindario hasta la conexión final del cliente, se transporta mediante 412 600 km de cables coaxiales. A principios de la década de 2020, la red Ziggo estaba formada por:
- Red nacional de fibra óptica. Se trata de una red en anillo con dos centros de datos nacionales y el segmento troncal de fibra óptica.
- Centro Regional (CR): el CR es un punto de acoplamiento entre la red principal de fibra nacional y una red de fibra regional (también llamada red en anillo). Existen 66 CR.
- Centro Local (CL): el CL es el punto de acoplamiento entre la red de fibra regional y la red de fibra local. Hay 600 CL.
- Centro de distrito. El centro de distrito o de barrio es un punto de conexión de la red de fibra local y contiene el hardware de conversión de fibra coaxial bidireccional al amplificador de grupo (amplificador de grupo coaxial). Ziggo administra 12 000 amplificadores de grupo como troncales de segmento coaxial.
- Cada amplificador de grupo alimenta una pequeña cantidad de amplificadores de potencia (amplificadores de potencia coaxiales). Ziggo administra 70 000 amplificadores de potencia.
- Detrás de los amplificadores de potencia encontramos el Multitap en calles y edificios de mayor tamaño, que distribuye la señal desde el amplificador de potencia a un grupo de puntos de conexión del cliente final llamado Subscriber Takeover Points (STP). Un amplificador de potencia y un multitap se combinan a menudo en un gabinete de calle. Ziggo gestiona aproximadamente 7.300.000 STP.

## Televisión por cable

### Tecnología

#### Señal de televisión

##### DVB-C
La señal de televisión digital se transmite en el estándar de transmisión de vídeo digital por cable (DVB-C) en modo de modulación 256-QAM. Según las mediciones, las velocidades de bits de los canales de televisión digital ofrecidos varían y muchos de estos tienen una tasa de bits variable (VBR). Los canales de alta definición están codificados en H.264/MPEG-4 AVC y la mayoría de los canales de definición estándar están codificados en MPEG-4. Solo una parte de los canales de televisión por cable de definición estándar todavía están codificados en MPEG-2. Los clientes pueden comprar o alquilar un decodificador certificado o un televisor digital integrado con CA incorporado. Además, estos también pueden comprar cualquier televisor o decodificador con un sintonizador DVB-C para la suscripción básica de cable y, opcionalmente, con soporte CI+ incluido con un módulo de acceso condicional compatible con Ziggo para paquetes complementarios. Desde 2015, Ziggo utiliza tanto el sistema de acceso condicional Nagravision como el de Irdeto.
La televisión por cable a través del DVB-C es un servicio con el que Ziggo puede distinguirse, ya que la distribución de televisión lineal DVB-C no está disponible en el área de servicio de Ziggy a través de proveedores de fibra óptica de la competencia, que optaron por la Internet Protocol Television (IPTV) en lugar del DVB-C. A pesar de esto, la eliminación gradual y el final del DVB-C se considera inevitable, debido al cambio previsto por Ziggo en el futuro a la tecnología de Internet por cable más capaz DOCSIS 4.

##### Cierre parcial de DVB-C en 2024
Ziggo optó por iniciar la eliminación gradual del DVB-C con cautela. En julio de 2024, finalizó la distribución de televisión DVB-C de los paquetes de suscripción Hindi, Turkish, Arabic y Gay Lifestyle. En junio de 2024, Ziggo ofreció a estos suscriptores cambiar a su decodificador de alquiler Next Mini 4K para continuar viendo estos paquetes, si su hardware de decodificación no es adecuado para la entrega de contenido de únicamente IPTV. Ziggo afirmó que aún no hay planes para que más canales de televisión sean solo IPTV después de este cierre parcial de DVB-C.

##### IPTV
En 2022, Ziggo introdujo la televisión por protocolo de Internet (IPTV) para la transmisión de contenido televisivo a través de redes de protocolo de Internet (IP). Para ello, se introdujo el decodificador Next Mini como receptor de televisión estándar para los clientes que también tienen una suscripción a Internet.Este decodificador de televisión solo para IPTV es similar a la Mini TV Box de Liberty Global  y hace visible todo el contenido televisivo vía IPTV. El Next Mini se conecta a la red Ziggo mediante cableado Ethernet o de forma inalámbrica a través de Wi-Fi. La cantidad de canales de televisión y otros contenidos de transmisión IP que se pueden ver con hardware IPTV a través de una conexión a Internet de alta velocidad basada en cable coaxial o cable de fibra óptica dentro de un hogar es prácticamente ilimitada. En la práctica, el proveedor decide qué canales de televisión y otros contenidos se transmiten por IP y cuáles no. En Internet se especula que Ziggo introdujo la IPTV para facilitar a los clientes de proveedores de servicios combinados de Internet de alta velocidad e IPTV que compiten entre sí cambiarse a Ziggo si en un futuro deja de existir el DVB-C.Desde 2024, los nuevos clientes de televisión Ziggo empezaron a recibir siempre un decodificador de televisión Next Mini solo para IPTV y en ese año Ziggo presentó sus primeros canales disponibles solo para IPTV.
Los televidentes con una conexión a Internet de alta velocidad pueden optar por no utilizar el decodificador de su proveedor, sino una aplicación para la plataforma en línea. Para ver el contenido de televisión, está disponible una aplicación llamada Ziggo TV para los clientes que tengan reproductores multimedia Apple TV o Android TV o los Amazon Fire TV Sticks. En 2023, se especuló que Ziggo podría estar preparándose para transferir la distribución de contenido televisivo a la IPTV en algún momento futuro desconocido. Para los espectadores a los que no les gustan los dispositivos de hardware IPTV adicionales y los controles remotos, se estarían desarrollando aplicaciones para plataformas de televisión inteligente. En junio de 2024, se lanzaron las aplicaciones para las Smart TV's Samsung posteriores a 2019 con sistema operativo Tizen y las Smart TV's LG con sistema operativo WebOS 5.0 o superior. El desarrollo y la implementación de aplicaciones de plataformas de televisión inteligente y en línea podrían eliminar la necesidad de hardware adicional para los clientes que pueden usar su suscripción a Internet para ver contenido de televisión y pueden promover una futura transición del DVB-C a la IPTV.
Anteriormente, Ziggo también ofrecía una señal de televisión analógica; sin embargo, entre 2018 y 2021, la empresa la fue eliminando gradualmente.

### Canales
Ziggo ofrece alrededor de 200 canales de televisión lineal y más de 100 señales de radio lineal, servicio de DVR, contenido de video bajo demanda, catch-up TV de emisoras de televisión pública, así como de estaciones de televisión comerciales y televisión interactiva. Alrededor de 40 canales de televisión y 40 señales de radio se transmiten en formato claro, mientras que la mayoría de los canales premium se transmiten encriptados.
El servicio básico se llama Kabel TV y consta de unos 40 canales de televisión digital, así como 40 señales de radio digitales y analógicas. Incluye todas las principales redes neerlandesas y algunas de las principales cadenas de los países vecinos. Hay canales de televisión y radio adicionales disponibles a través de "TV Standard", "Movies & Series XL" y paquetes premium. Cada paquete adicional viene con Xite Music, que ofrece 40 señales de radio adicionales, así como servicios de video interactivo por encargo.
El 4 de julio de 2009, la emisora pública holandesa NPO comenzó a transmitir simultáneamente NPO 1, NPO 2 y NPO 3 en alta definición 1080i. Estos canales públicos en HD son parte del servicio básico.
A partir de 2022, Ziggo ofrece la mayoría de los canales de televisión en formato HD 1080i o 720p.También se incluyen servicios premium de cine y deportes como Film1 HD, ESPN HD y Ziggo Sport Totaal HD. El resto forma parte del servicio básico. Algunos canales/programas se ofrecen (a veces temporalmente) en Full HD 1080p, Ultra HD 4K y, si está disponible, con un color HLG o HDR para un rango dinámico más amplio.

### Ziggo GO
Ziggo GO es un servicio de televisión en línea (tipo multimedia OTT) de Ziggo. El servicio permite a los usuarios ver televisión en directo y contenido de vídeo a la carta desde una PC, una portátil, una tableta y/o un teléfono móvil. También es posible ver televisión en vivo mediante Chromecast y Apple TV. El servicio fue presentado por UPC en 2012. Se denominó Horizon TV app o Horizon GO. El servicio fue renombrado como Ziggo GO el 9 de noviembre de 2016.
Desde 2017 hasta 2021 después del cierre de HBO Nederland y antes del lanzamiento de HBO Max en los Países Bajos, todo el contenido de HBO estaba disponible en Ziggo GO.
Los abonados a Ziggo que solo tengan acceso a Internet pueden adquirir oficialmente una suscripción adicional al servicio de televisión en línea Ziggo GO como complemento si la compran a través del sitio web. Ziggo GO se puede ver en los Países Bajos y en todos los países de la Unión Europea a través de reproductores multimedia Apple TV, Android TV o Amazon Fire TV Sticks.
Hasta 2023, los canales se distribuían en HD 720p a través de Ziggo GO. Para estas señales, se utiliza la técnica de compresión Advanced Video Coding (H.264). En abril de 2023, Ziggo comenzó a ofrecer doce canales en Full HD 1080p a través de Ziggo GO. Para estos canales, se utiliza la técnica de compresión High Efficiency Video Coding (H.265). En comparación con H.264, H.265 ofrece entre un 25% y un 50% mejor compresión de datos con el mismo nivel de calidad de video, o una calidad de video sustancialmente mejorada con la misma tasa de bits.